# Praktiflex

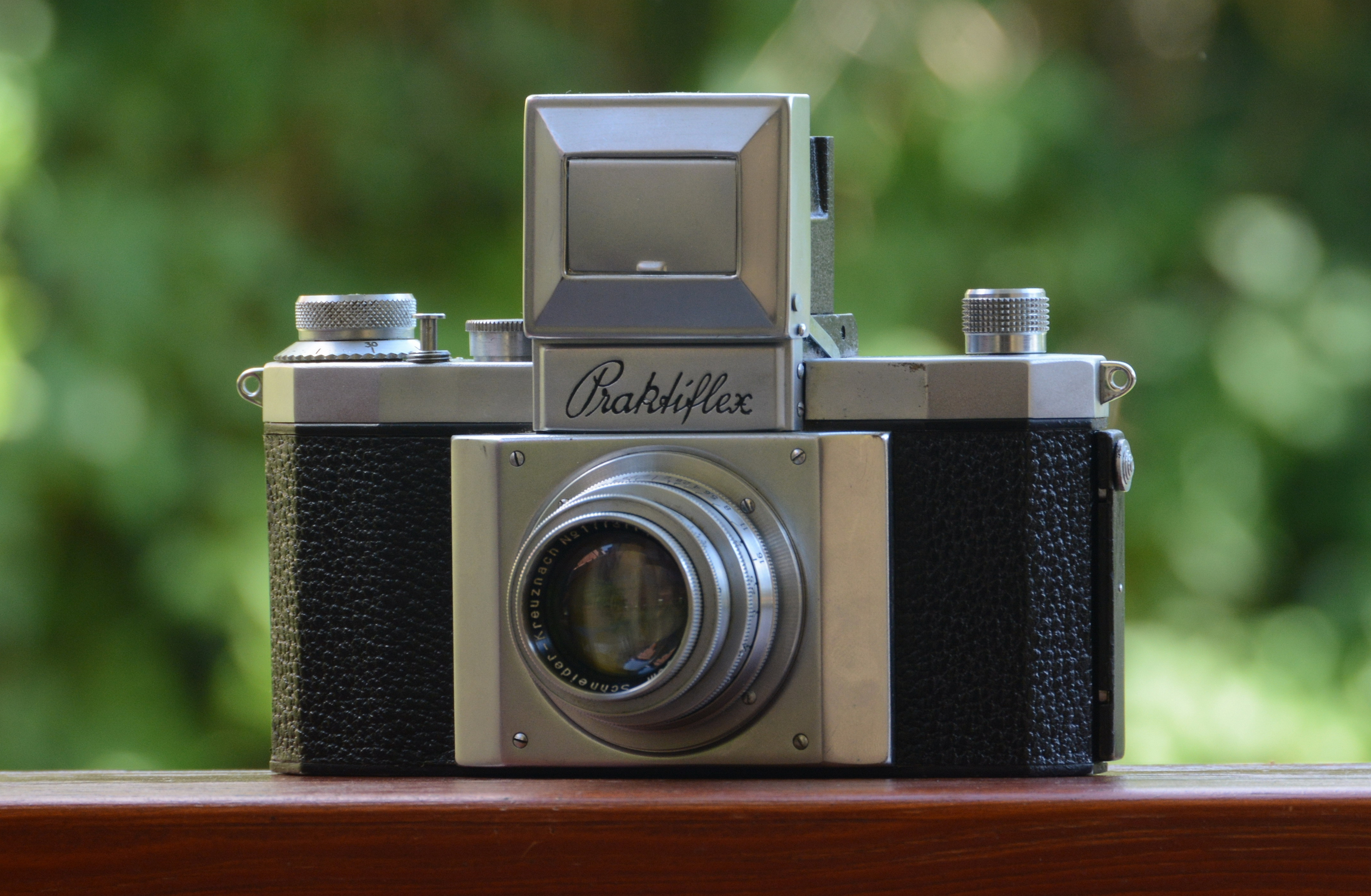
Praktiflex, 1. Generation, mit Objektiv Schneider-Kreuznach Xenon 1:2 f=5 cm

Die Praktiflex ist eine historisch bedeutende Kleinbildspiegelreflexkamera des Herstellers Kamera-Werkstätten Charles A. Noble („KW“) bei Dresden.

## Entwicklung und Markteinführung
Die Entwicklung der Kamera erfolgte ab 1937 unter Benno Thorsch und dem Konstrukteur Alois Hoheisel. Praktiflex-Kameras wurden von den Kamera-Werkstätten Guthe & Thorsch GmbH (ab 1938 Kamera-Werkstätten Charles A. Noble, ab 1948 VEB Kamerawerke Niedersedlitz) zwischen 1938 und 1949 produziert. Bereits 1938 – zwei Jahre nach der Kine Exakta von Ihagee – stellte die Firma die ersten einäugigen Kleinbildspiegelreflexkameras des Modells Praktiflex her. Die neuen Firmeneigentümer der Familie Charles A. Noble brachten die Praktiflex 1939 auf den Markt. Die vornehmlichen Designer waren vermutlich Benno Thorsch und Charles A. Noble selbst. Das Warenzeichen Praktiflex meldete Noble am 14. April 1939 an. Die Kamera wurde auf der Leipziger Frühjahrsmesse 1939 präsentiert.

## Historische Bedeutung und Besonderheiten
Die Praktiflex ist von historischer Bedeutung, da sie nach der Kine Exakta der Firma Ihagee (1936) und der Kamera Sport (Спорт) der russischen Firma GOMZ (1936) die weltweit dritte in Serie produzierte einäugige Kleinbildspiegelreflexkamera darstellt. Darüber hinaus weist die Kamera als erste einen Rückschwingspiegel und ein Schraubgewinde für Wechselobjektive auf. Der Rückschwingspiegel wird durch das Drücken des Auslösers hochgeklappt und kehrt in seine Ausgangsposition zurück, wenn der Auslöser wieder freigegeben wird. Bei den Praktiflex-Kameras wurde bis 1948/49 das seltene M40-Schraubgewinde verwendet, an das ausschließlich Praktiflex-Objektive passen (Liste verfügbarer Objektive siehe unten).

## Modellvarianten

### Erste Kamera-Generation
Es lassen sich während der Produktionszeit mehrere Modellvarianten der ersten Kamera-Generation unterscheiden (Schriftzug Praktiflex entweder in Schreibschrift oder in Druckschrift; kleiner oder großer Rückspulknopf; zusätzlich zum schwarzen Standard-Kunstlederbezug gab es diesen auch in roter, brauner und blauer Farbe).

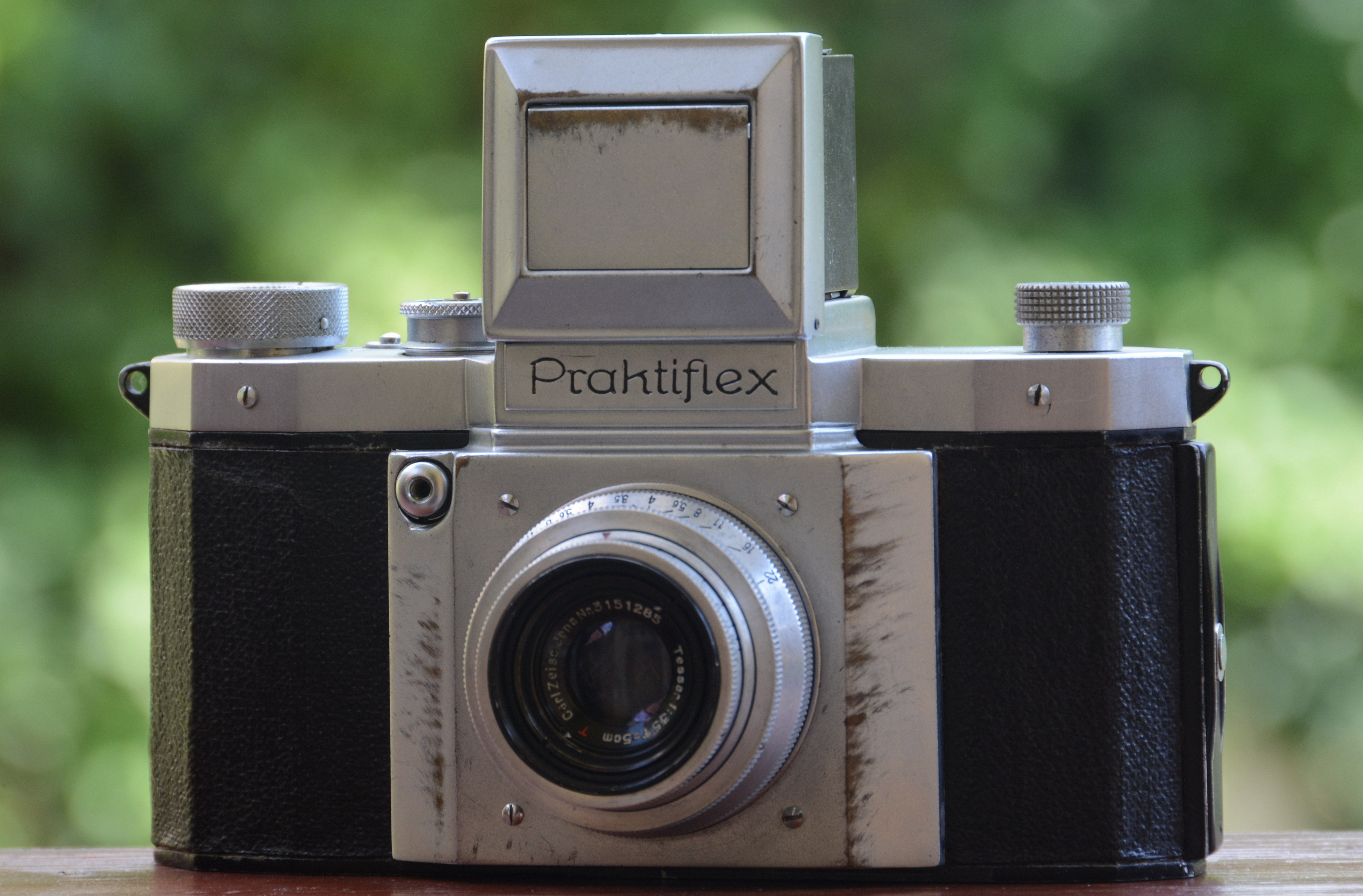
Praktiflex, 2. Generation, mit Objektiv Carl Zeiss Jena Tessar 1:3.5 f=5 cm

### Zweite Kamera-Generation
1947 wurde eine verbesserte Praktiflex mit neuem internen Mechanismus und Auslöser an der Vorderseite der Kamera präsentiert. Der betätigte Auslöser klappt den federgelagerten Spiegel hoch, wobei dieser erst wieder bei neuerlichem Aufziehen der Kamera in seine Ausgangsposition zurückkehrt. Die äußeren Kamera-Eigenschaften sind der ersten Kamera-Generation sehr ähnlich. Die Kamera wird von Sammlern als Praktiflex II (auch Praktiflex, 2. Generation) bezeichnet. Sie besitzt ebenso zunächst das M40-Schraubgewinde, erst mit Beginn der Produktion der ersten Praktica (1948/49) wurde das später sehr erfolgreiche M42-Objektivgewinde, zuerst verwendet in der Contax S, übernommen. Die Produktion der Kamera wurde 1951 eingestellt.

## Passende Objektive
Nur eine kleine Auswahl von Normalobjektiven mit M40-Schraubgewinde war für die Praktiflex erhältlich:
- Schneider-Kreuznach Xenar 1:3.5 f=5 cm[9]
- Schneider-Kreuznach Xenon 1:2 f=5 cm[9]
- Ludwig Anastigmat Victar 1:2.9 f=5 cm[9][10]
- Carl Zeiss Jena Tessar 1:3.5 f=5 cm
- Carl Zeiss Jena Biotar 1:2 f=5 cm

## Praktiflex als Praktica-Vorläufer
Praktiflex-Kameras gelten als Vorläufer der ab 1948 von VEB Pentacon Dresden mit M42-Objektivgewinde produzierten Praktica-Kameras.